# Daniela Liebman
Daniela Liebman Martínez (Guadalajara, Jalisco; 14 de junio de 2002) es una pianista mexicana.

## Datos biográficos
Nació en una familia de artistas. Su padre, Robert Liebman, es violinista, y su abuela, concertista de piano. Comenzó a estudiar piano a la edad de cinco años, e hizo su debut como solista con orquesta a los ocho años, tocando el Concierto para piano Nº 8 de W. A. Mozart, con la Orquesta Filarmónica de Jalisco. Desde entonces, Daniela ha tocado más de treinta veces, con veinte orquestas, en cuatro continentes.[cita requerida]
Algunas orquestas en las que ha tocado como solista son la Ontario Philharmonic (Canadá), Orlando Philharmonic (USA), la Orquesta del Festival de las Artes de Boca Ratón (Miami, Florida), la San Angelo Symphony (USA), la Orquesta Radio Filarmonía de Lima (Perú), la Orquesta Sinfónica de Colombia (Colombia) y la Orquesta Rajmáninov del Kremlin (Kirguistán, Asia) y la Orquesta Festival (Guatemala). En México, ha tocado con la Orquesta Filarmónica de la Ciudad de México, la Orquesta Filarmónica de Jalisco, la Orquesta Sinfónica de Michoacán, la Orquesta Sinfónica de Zapopan, la Orquesta Sinfónica de Sinaloa de las Artes, la Orquesta Sinfónica de Aguascalientes, la Orquesta Filarmónica de Boca del Río, y la Orquesta Sinfónica Nacional.[cita requerida]
En 2013, Daniela hizo su debut en el prestigioso Palacio de Bellas Artes de CDMX en dos ocasiones; tocando los conciertos de piano de Shostakovich y Mozart, con la Orquesta de Camera de Bellas Artes. Ese mismo año, debutó en el Carnegie Hall, NYC, con la Orquesta de Cámara Park Avenue, en el Auditorio Perelman Stage / Stern, con el Concierto para piano n.º 2 de Shostakovich.[cita requerida]
Ha dado recitales como solista en el Festival Cervantino (México), en León (estado de Guanajuato,  México), en Córdoba (Argentina) , en Valparaíso (Chile), en Kennedy Center (USA), el Festival Ravinia (USA), la Serie Harriman-Jewel (USA) y el Kravis Center for the Arts (USA).[cita requerida]
Ha sido ganadora de primeros lugares en las siguientes competencias internacionales, la "Noche en Madrid", 2011 (España), el “Russian International Music Piano Competition” , 2012 (Ca., USA) y el Concurso para Concierto del Festival Piano Texas, 2017 (Fort Worth, Texas, conocido como TCU/Cliburn Piano Institute). En 2013, fue seleccionada para participar en el campamento de música junior de Lang Lang (Múnich, Alemania).[cita requerida]
Le han sido otorgados estos Reconocimientos a lo largo de su carrera. “Pedro Sarquís Merrewe” en la Categoría de las Artes, Reconocimiento por parte del Ayuntamiento de Guadalajara como “Ciudadano Distinguido de la Ciudad de Guadalajara”, “Premio Nacional de Juventud 2014” (México), Reconocimiento del Gobierno del Estado de Jalisco por ser una “Jalisciense que ha llevado el nombre del Estado por el mundo”, Reconocimiento de la Secretaría de Relaciones Exteriores en Texas por su “Talento Artístico y por ser digna embajadora de la cultura y las artes en México”.[cita requerida]
En 2016, fue nombrada por la revista Forbes como uno de "Los Cincuenta Mexicanos más creativos del mundo."[cita requerida]
El trabajo de Daniela en 2017 incluyó recitales en lugares como las series Young Artist (Sarasota), la serie Tri-C (Cleveland Museum of Modern Art), y regresó a Ravinia (Bennett Gordon Hall). EN 2018, en la Universidad de Harvard, la Universidad de Wyoming (Wyoming), Knoxville Piano Series (Tennessee), Rockefeller University Series (NYC), La Jolla Music Discovery Series (California), el Brevard Music Center (Carolina del Norte) y Music in Landrum (South Carolina).[cita requerida]
Los próximos conciertos serán con la Orquesta Sinfónica de Ecuador, (Quito, Ecuador), Valparaíso (Chile), Río de Janeiro, Joinville y Porto Alegre, (Brasil), Festival Blanco y Negro (CDMX), Corpus Christi Symphony (Texas, USA), Landrum, SC, (USA), Brevard, NC, (USA), Augusta, GA, (USA),  Salón de Virtuosi, NYC, (USA).[cita requerida]
Daniela actualmente estudia en el Conservatorio Juilliard School of Music en la ciudad de Nueva York con los maestros Yoheved Kaplinsky y Julián Martin.[cita requerida]

### Festivales
- En abril de 2010 participó en el Varallo International Piano Festival en Milán, Italia.
- Así mismo, participó en ELAN International Festival en Dallas,Texas.
- En verano de 2011 fue la participante más joven en Schlern International Music Festival en Tirol del Sur, Italia.
- En septiembre de 2012 participó en el Festival Internacional de Piano y Master Class en la Universidad de Nuevo León.
- En 2013 participó en el DIMA Summer Institute en Dallas, Texas.
- En 2014 participó en Schlern International Music Festival en Tirol del Sur, Italia.
- En 2014 participó en Perugia Festival, Italia.
- En 2015 Participó en el festival Piano Texas, Texas, US.
- En 2015 participó en Schlern International Music Festival en Tirol del Sur, Italia.
- En 2015 participó en Todi International Music Masters Festival, Italia.

## Reconocimientos
El 19 de junio de 2013 Daniela Liebman recibió el premio Pedro Sarquís Merrewe en la categoría de las artes en su XIII entrega anual junto a los comunicadores, Ciro Gómez Leyva y Sergio Sarmiento quienes también fueron reconocidos por la fundación jalisciense.  El 12 de junio de 2014 recibe reconocimiento del Ayuntamiento de Guadalajara como Ciudadano Distinguido de la ciudad de Guadalajara. El 13 de noviembre de 2014 recibe el Galardón al Arte y la cultura otorgado por el Instituto Mexicano de Mejores Prácticas Corporativas, A.C. El 20 de noviembre de 2014 recibe el Premio Nacional de la Juventud de manos del presidente de México, Enrique Peña Nieto, en la categoría de expresiones artísticas y artes populares. 

### Concursos
- A la edad de 7 años compitió en la categoría de 8 a 10 años, en el concurso nacional de piano: Parnassos 2009 en  Monterrey, posicionándose entre los ganadores.
- En marzo de 2011 Daniela ganó el 1.er lugar en el concurso internacional de música “Noche en Madrid”, representando a México, en donde compitió contra solistas de 16 países.
- En junio de 2012 ganó el 1.er premio en su categoría en una de las competencias para jóvenes pianistas más importantes a nivel mundial: Russian International Piano Competition en San José, California, Estados Unidos. Es la primera latinoamericana en ganar este concurso en su categoría.
- En junio de 2012 en el O2 World World Arena de Berlín, Daniela formó parte del grupo de 50 niños procedentes de todo el mundo que compartieron escenario con el pianista chino Lang Lang ante 10,000 personas, considerado un virtuoso y uno de los artistas más prolíficos en el mundo.[4]
- En diciembre de 2013 ganó un concurso "Junior Camp" promovido por Lang Lang, en donde salió seleccionada con otros 11 jóvenes de entre 300 a nivel mundial.
- En 2017 obtuvo un reconocimiento del consulado de México en Texas, por su talento artístico y ser una digna embajadora de la Cultura y las Artes en México.
- En junio de 2017 ganó la competencia de conciertos del Festival “PianoTexas International Academy & Festical” (conocido como TCU/Cliburn Piano Institute) en Fort Worth, TX, USA.

## Carrera, conciertos
- Actualmente Daniela Liebman reside en Estados Unidos.
- Estudia en los Estados Unidos, en Juilliard bajo la tutela de la maestra Yoheved Kaplinsky.
- Es representada por la agencia neoyorquina Park Avenue Artists. Mánager: David Lai

2012
- Febrero. Inició su carrera debutando como la solista más joven en México, presentándose al frente de las Orquestas Sinfónica de Aguascalientes.
- En mayo Daniela participó en el Primer Festival de las Artes en Biskek, Kirguiztán, donde tocó recitales y abrió su carrera como solista en Asia, con la orquesta Rajmáninov del Kremlin de Moscú.
- En julio abrió su carrera como solista en los Estados Unidos con la Orquesta Sinfónica Flademmex en el festival internacional ELAN en Dallas, Texas.
- En diciembre es invitada para participar en la Gala de Jóvenes Pianistas en el Centro Nacional de las Artes de la Ciudad de México.

2013
- Febrero, se presentó en dos conciertos en el Teatro Degollado en Guadalajara.
- En mayo, compartió escenario por segunda vez con Lang Lang en Ciudad de México.
- Abrió la temporada de conciertos de otoño de la Orquesta Sinfónica de Sinaloa de las Artes (OSSLA), en  septiembre, bajo la dirección de Gordon Campbell. Liebman abrió con dos conciertos, un programa que incluyó el concierto N.º 2 para piano y orquesta de Shostakóvich y las Danzas Sinfónicas de Rajmáninov, en el Teatro Pablo de Villavicencio de Culiacán, Sinaloa.[5][6]
- 19 y 20 de octubre, Daniela fue invitada por la orquesta The Park Avenue Chamber Symphony, tocó en la Iglesia de Todos los Santos, en Manhattan, Nueva York.
- Y el 27 de octubre catapultó su carrera en el prestigioso Carnegie Hall Stern Auditorium / Perelman Stage, en Nueva York donde fue acompañada por The Park Avenue Chamber Symphony, bajo la batuta del director David Bernard. La joven pianista interpretó el concierto para piano N.º 2 de Shostakovich.[7]
- También se presentó el 1 y 2 de diciembre dando conciertos invitada por la Feria Internacional del Libro de Guadalajara.

2014
- El 1 de febrero con un rotundo éxito la niña pianista hizo su debut en la Sala Principal del Palacio de Bellas Artes de la Ciudad de México con el concierto para piano N.º 8 de Mozart[8] en compañía de la Orquesta de Cámara de Bellas Artes.  En esa ocasión tocó tres encores que incluyeron piezas cortas como La liggerezza de Liszt, el Etude Opus 72, número 6 de Moszkowski, y Etude Op. 25, No.12 de Chopin.[9][10][11][12]
- En octubre debutó en la 42a., edición del Festival Internacional Cervantino.[12][13]
- En junio de 2014 Daniela Liebman comienza a estudiar con Dr. Tamás Ungár en Fort Worth, Texas, siendo Daniela la alumna más joven de su estudio. Actualmente reside entre los Estados Unidos y México.

2015
- A comienzos del año Daniela Liebman se enfocó en arduas jornadas de estudio y un arduo entrenamiento y pocas presentaciones.
- A principios del 2015 dio recitales en Mazatlán, México.
- A mediados de año Daniela firma contrato con la Agencia de Representaciones "Park Avenue Artits", lo que la convierte en uno de los pocos niños en firmar con Agencia de Representaciones en los estados Unidos. Su carrera es manejada personalmente por el mánager David Lai.
- En octubre se presentó como solista acompañada por la Orquesta Filarmónica de Jalisco interpretando el concierto para piano no.2 de Chopin.
- Posteriormente dio un recital en los Estados Unidos, (conciertos de “Harriman-Jewel”) en Kansas City, y en la serie de Artistas Jóvenes en "Kravis Center for the Proformin Arts", West Palm, FL.
- En diciembre fue la solista con "Ontario Philarmonic", Ontario, Canadá.

2016
- Recital en Kennedy Center of the Preforming Arts, Washington D. C., (concierto privado), Día: 4 de febrero
- Solista con la “Orquesta Filarmónica de la Ciudad de México”, Repertorio: Concierto para piano, Chopin 2, op. 21 en f menor. Lugar: México, DF, Días: 20 y 21 de febrero de 2016
- Recital, Lugar: Valparaíso, Chile, Días:  2 de abril de 2016
- Recital, Lugar: Córdoba, Argentina, Día: 5 de abril de 2016
- Solista con Orquesta, Repertorio:, Lugar: Lima, Perú, Días: 14 de mayo del 2016
- Solista con Orquesta Sinfónica de Sinaloa de las Artes, Sinaloa, México, 19 de mayo
- Solista con Orquesta, Repertorio: Beethoven triple Concierto, Lugar: Todi, Italia, Días: 8 de agosto de 2016
- Solista con “Orquesta Sinfónica de Aguascalientes”, Repertorio:, Lugar: Aguascalientes, Aguascalientes, México. Días: 9 de septiembre de 2016
- Recital, Cleveland Cleveland Museum of Art, Cleveland, USA, agosto 22
- Solista con “National Symphony of Colombia”, Repertorio:, Lugar: Bogotá, Colombia. Día: 3 de noviembre de 2016

2017
- El 4 de marzo de 2017, se presentó con la Orquesta Sinfónica de San Angelo, Texas, E.U.A., dirigida por el maestro Héctor Guzmán. En esa fecha Daniela recibió un reconocimiento por parte del consulado de México en Del Rio, Texas, por su sobresaliente talento artístico y por ser una digna embajadora de la cultura y las artes de México.
- Solista, Festival of the Arts Boca en Florida, USA,Orquesta The Symphonia Boca Ratón, 5 de marzo
- Recital y Solista,Auditorio Juan Bautista Gutiérrez, Univers. Fco. Marroquín, en Guatemala

Orquesta Festival, 22 de marzo
- Recital,RAVINIA FESTIVAL, 13 de mayo
- Recital, Festival Internacional de Piano, Colombia, 25 de agosto
- Recital, Cd. de Barrancabermeja, Bucaramanga, Colombia, 27 de agosto
- Recital, Denver Museum of Nature & Science, CO, USA, 15 de septiembre
- Solista, Orquesta Filarmónica de Jalisco, Gdl, ,Jal. México, 19 de octubre
- Solista, Hospicio Cabañas, Gdl, Jal, México, 8 de noviembre
- Solista, Festival de Música de Morelia Miguel Bernal Jiménez
- Orquesta Filarmónica de Jalisco, Morelia, México, 10 de noviembre

## Ligas externas
- Sitio web oficial de Daniela Liebman

- Datos: Q16555266
- Multimedia: Daniela Liebman / Q16555266